# Dragan Ignjić
Dragan Ignjić (kyrillisch Драган Игњић; * 16. Oktober 1982 in Bajina Bašta, Jugoslawien) ist ein ehemaliger serbischer Trompeter und Flügelhornist und Leiter der Blasmusikgruppe Orkestar Dragana Ignjića.
Dragan Ignjić gewann mehrfach die „Goldene Trompete“ beim Trompetenfestival in Guča, Serbien, einem Volksmusikfestival.  
Dragan Ignjić gewann auch mit seinem Orchester Preise bei Wettbewerben, darunter:
In Guča (Serbien):
- Goldene Trompete Guča 2006[2]
- Goldener Apfel Preis Guča 2007[2]
- Golden Apple Award Guča 2010
- Meisterbrief Guča 2011[3]

## Diskographie
- Dragan Ignjić i Zmajevi 'Trubaci'[3][4]
- Dragan Ignjic Trubacki Orkestar[5][4]
- Musik zum Film Gucha![6]